# Turnberry Golf Club

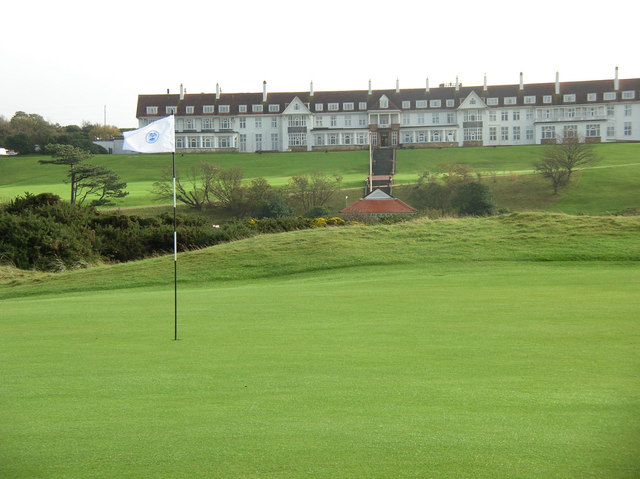
Het hotel uit 1906

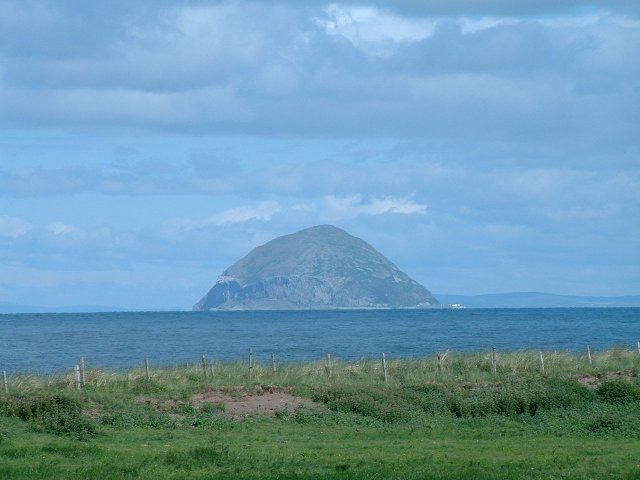
Aisla Craig, het rots-eiland

De Turnberry Golf Club is een golfclub aan de zuidwestkust van Schotland.
Turnberry is een van de beroemdste golfclubs in Schotland, vooral omdat daar vier keer het Brits Open is gespeeld. De baan ligt in het zuidwesten van Schotland en maakt deel uit van een resort. Er zijn twee 18-holes golfbanen, de oude Ailsa baan en de nieuwe Kintyre baan, en Arran, een 9 holesbaan.

## De oorlogsjaren
Tijdens de Eerste Wereldoorlog werd het hotel als hospitaal gebruikt en het landgoed als luchtbasis, waar piloten getraind werden. Op hole 12 van de Ailsa baan staat een monument om de gesneuvelde militairen te herdenken.
Tijdens de Tweede Wereldoorlog werd het hotel opnieuw als hospitaal gebruikt; ongeveer 200 militairen overleden op de basis. De golfbanen werden door de RAF gebruikt.

## De golfbanen
Tussen de oorlogen werden de Ailsa en Arran banen hersteld. Er bleef een landingsbaan. Na de Tweede Wereldoorlog werd de Ailsabaan gerenoveerd door Mackenzie Ross en in 1951 heropend. De baan ligt aan zee en kijkt uit naar de Ailsarots.

### Ailsabaan
Op de Ailsabaan zijn veel grote toernooien gespeeld:
- John Player Classic in 1970, 1972 en 1973
- Brits Open in 1977, 1986, 1994 en 2009
- Women's British Open in 2002 en 2015
- Walker Cup in 1963
- The Senior Open Championship in 1987, 1988, 1989, 1990, 2003, 2006 & 2012

| Hole   | 1   | 2   | 3   | 4   | 5   | 6   | 7   | 8   | 9   | 10  | 11  | 12  | 13  | 14  | 15  | 16  | 17  | 18  | Totaal     |
| ------ | --- | --- | --- | --- | --- | --- | --- | --- | --- | --- | --- | --- | --- | --- | --- | --- | --- | --- | ---------- |
| Lengte | 354 | 428 | 489 | 166 | 474 | 231 | 538 | 454 | 449 | 456 | 175 | 451 | 410 | 448 | 206 | 455 | 559 | 461 | 7204 yards |
| Par    | 4   | 4   | 4   | 3   | 4   | 3   | 5   | 4   | 4   | 4   | 3   | 4   | 4   | 4   | 3   | 4   | 5   | 4   | 70         |

Zoals gebruikelijk in Schotland, heeft iedere hole niet alleen een nummer maar ook een naam. Hole 19 heette 'Ailsa Hame', maar werd in 1977 hernoemd in 'Duel in the Sun' als eerbetoon aan een duel tussen Tom Watson en Jack Nicklaus. In 2009 eindigde Watson op de tweede plaats bij het Brits Open, waar hij de 4-holes play-off van Stewart Cink verloor. Twee weken later werd Watson 60 jaar.

### Kintyrebaan
Deze 18 holesbaan is ontworpen door golfbaanarchitect Donald Steel en in 2001 geopend. Op dat deel van het terrein lag voor de oorlog de Arranbaan. Tijdens de Tweede Wereldoorlog werd het platgemaakt en als vliegveld gebruikt door de RAF.

### Arranbaan
Dit is een 9 holesbaan. In het interbellum werd de oude Arranbaan hersteld. Uiteindelijk is na de voltooiing van de Kintyrebaan een nieuwe 9-holes Arranbaan aangelegd. Hij werd in 2002 geopend.
De golfschool heet de 'Colin Montgomerie Links Golf Academy'. Er is ook een pitch & puttbaan.

## Het hotel
In 1997 werd het hotel gekocht door Starwood Hotels & Resorts Worldwide, Inc. In oktober 2008 werd het resort verkocht aan de Leisurecorp maar Starwood bleef het management van het hotel voeren. Donald Trump kocht het hotel en de golfbanen in 2014 van Leisurecorp en doopte ze om in Trump Turnberry Resort.